# Diócesis de Leoben
La diócesis de Leoben (en latín: Dioecesis Leobensis y en alemán: Diözese Leoben) fue una circunscripción eclesiástica de la Iglesia católica en Austria. Se trataba de una diócesis latina, sufragánea de la arquidiócesis de Salzburgo. Fue suprimida el 26 de noviembre de 1857.

## Territorio y organización
La diócesis extendía su jurisdicción sobre los fieles católicos de rito latino residentes en parte de la Alta Estiria en el estado de Estiria.
La sede de la diócesis se encontraba en la ciudad de Leoben, en donde la catedral y sede del cabildo catedralicio era la actual iglesia de Santa María y San Ándres de la abadía de Göss, hoy iglesia parroquial perteneciente a la diócesis de Graz-Seckau.

## Historia
A petición del emperador José II del Sacro Imperio Romano Germánico el 17 de marzo de 1786 el papa Pío VI concedió al arzobispo de Salzburgo la facultad de erigir la diócesis de Leoben y de nombrar y consagrar un nuevo obispo. El arzobispo de Salzburgo erigió la diócesis el 29 de abril de 1786. La diócesis estaba formada por partes de la arquidiócesis de Salzburgo y de las diócesis de Seckau y Passau.
El único obispo fue Alexander Franz Joseph Engl von Wagrain, consagrado el 30 de abril de 1786. Tras su muerte, el 22 de febrero de 1800, la diócesis fue administrada por el cabildo catedralicio hasta 1808 y luego fue entregada a los obispos de Seckau para su administración. Tenía 157 parroquias.
La diócesis fue suprimida el 26 de noviembre de 1857 mediante la bula Proprium fuit del papa Pío IX y su territorio se incorporó al de la diócesis de Seckau el 1 de septiembre de 1859.

## Episcopologio
- Alexander Franz Joseph Engl von Wagrain † (29 de abril de 1786-22 de febrero de 1800 falleció)
  - Johann Friedrich von Waldenstein-Wartenberg † (1808-15 de abril de 1812 falleció) (administrador apostólico)
  - Simon Melchior de Petris † (19 de abril de 1812-1 de agosto de 1823 renunció) (administrador apostólico)
  - Roman Sebastian Zängerle, O.S.B. † (18 de mayo de 1824-27 de abril de 1848 falleció) (administrador apostólico)
  - Joseph Othmar von Rauscher † (29 de enero de 1849-20 de marzo de 1853 nombrado arzobispo de Viena) (administrador apostólico)
  - Ottokar Maria von Attems † (10 de septiembre de 1853-26 de noviembre de 1857) (administrador apostólico)